# Christian Bruder
Christian Bruder (* 30. April 1982) ist ein ehemaliger deutscher Nordischer Kombinierer und Skispringer.

## Werdegang
Bruder begann am 26. August 2000 im Nationalteam beim Sommer-Grand-Prix der Nordischen Kombinierer. Bis 2004 trat er mehrmals im B-Weltcup an, erreichte aber nie vordere Plätze. Am 7. März 2004 absolvierte er seinen letzten Wettkampf als Nordischer Kombinierer, bevor er vollständig zu den Skispringern wechselte. Sein bestes Ergebnis als Kombinierer war ein 16. Platz am 7. Januar 2003 beim B-Weltcup in Štrbské Pleso.
Am 24. Juli 2004 sprang er erstmals im Continental Cup für das deutsche Skisprung-Team. Bereits im Dezember des gleichen Jahres erreichte er bei den Springen in Harrachov erstmals Top-10-Platzierungen. Nachdem Bruder am 30. Januar 2005 in Lauscha erstmals mit Platz 2 aufs Podium sprang, wurde er für den A-Weltcup nominiert. Am 5. Februar 2005 erreichte er beim Weltcup-Springen in Sapporo überraschend einen 14. Platz auf der Großschanze. Er konnte diese Leistung jedoch nicht mehr wiederholen und sprang neben dem Continental Cup nur noch drei Mal bei Weltcup-Springen. Sein letztes internationales Springen bestritt Bruder am 25. Februar 2007 in Oberhof im Continental Cup.
Am 3. Oktober 2007 erklärte er offiziell seinen Rücktritt vom aktiven Skisport. Bruder trainiert aktuell das Damenteam der Bundespolizei und führt das Team bei der Nordischen Skiweltmeisterschaft 2009 in Liberec.
Ab der Saison 2011/2012 betreute er das Skisprung-Weltcup-Damenteam als Co-Trainer unter dem Cheftrainer Andreas Bauer.

## Erfolge

### Weltcup-Platzierungen
| Saison  | Platz | Punkte |
| ------- | ----- | ------ |
| 2004/05 | 55.   | 025    |